# Рогозіхинська сільська рада
Рогозі́хинська сільська рада (рос. Рогозихинский сельский совет) — сільське поселення у складі Павловського району Алтайського краю Росії.
Адміністративний центр — село Рогозіха.

## Населення
Населення — 1089 осіб (2019; 1211 в 2010, 1267 у 2002).

## Склад
До складу сільської ради входять:
| Населений пункт        | Населення, осіб (2002) | Населення, осіб (2010) |
| ---------------------- | ---------------------- | ---------------------- |
| Красна Дубрава, селище | 249                    | 267                    |
| Рогозіха, село         | 1018                   | 944                    |